# Claude Morel
Claude Morel est un imprimeur-libraire français, né en 1574, mort en 1626. Il est le fils de Fédéric Morel, l'Ancien et le frère de Fédéric Morel, le Jeune.
Il est très versé dans la connaissance des langues anciennes. En 1599, il entre dans la corporation des imprimeurs de Paris, dirige à partir de 1600 la maison de son père, que celui-ci lui cède complètement en 1617, et prend en 1623 le titre d’imprimeur du roi. 

## Œuvres
On lui doit un grand nombre d’éditions aussi remarquables par la beauté que par la correction du texte, entre autres celles de Saint Basile, de Saint Cyrille, de Saint Grégoire de Nazianze, de Saint Jean Chrysoslome, de Pindare, d’Eusèbe, de Saint Athanase, de Saint Justin, etc..